# Футзал в Одеській області

Емблема Комітету міні-футболу Одеської області — першої організації, що проводила на Одещині офіційні змагання з футзалу серед аматорських команд

Футзал — один з найбільш популярних і масових видів спорту у Одеської області.

## Історія

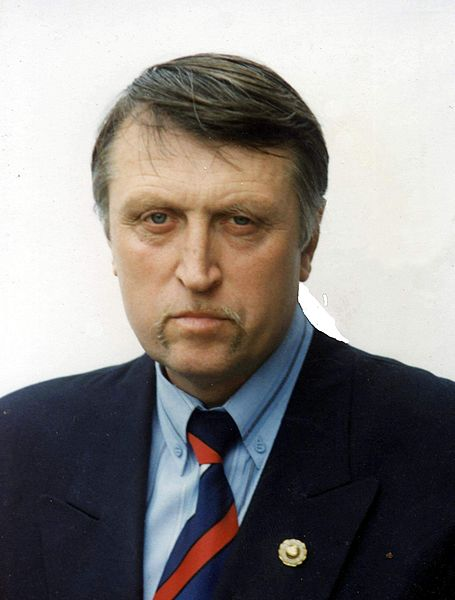
Президент Асоціації міні-футболу Одеської області Володимир Коп'як

Емблема Ліги чемпіонів Одеської області

Історія одеського футзалу бере свій початок в 1989 році, коли одеська команда «Маяк» взяла участь у неофіційному чемпіонаті СРСР, у фінальному турнірі, який проходив у Новосибірську, зайнявши 4-е місце.
Цілеспрямовано розвиватися одеський футзал почав в 1993 році, коли Анатолій Колдаков і Євген Армер, за підтримки керівника «Норд-Банку» Валерія Пермінова, створили першу одеську професійну футзальну команду «Одеса-Норд». У вересні 1993 року вона стартувала у першості України серед команд першої ліги. У сезоні 1993/94 команда зайняла 3-є місце в першій лізі і отримала право грати у вищій лізі чемпіонату країни.
У першому вищоліговому сезоні одесити посіли дев'яте місце. Сезон ознаменувався тим, що в другому колі в команду на посаду старшого тренера прийшов Валерій Водян, Євген Армер став начальником команди, а сам колектив перейшов під юрисдикцію Одеської залізниці і став носити нове ім'я — «Локомотив».
У сезоні 1995/96 «Локомотив», першою з одеських команд, привіз у рідне місто золоті медалі чемпіонату України. У сезонах 1996/97 і 1997/98 «Локомотив» також ставав чемпіоном і двічі вигравав Кубок країни.
Після загибелі легендарного клубу, Одеса довгий час залишалася за бортом всеукраїнських змагань, і активно футзал культивувався лише на аматорському рівні, не рахуючи виступів одеських команд в першій лізі і Кубку країни. Одеському «Атлетику» в 2005 році вдалося завоювати путівку в еліту, але там команда не зіграла через фінансові проблеми. У 2007 році цим правом скористався одеський «Марріон», але і ця команда проіснувала недовго.
Аматорський футзал в Одеській області активно розвивається з 1995 року. Спочатку Комітет міні-футболу обласної федерації футболу (голова — Володимир Коп'як), а з 2000 року — Асоціація міні-футболу Одеської області проводять чемпіонати і кубкові розіграші, першості серед команд ветеранів і юнаків.
З 2001 року на території Одеської області проводяться міжнародні турніри («Кубок Порту», Суперкубок області «Біла акація», Кубок на призи Валерія Водяна і юнацький турнір пам'яті Олександра Козаченка), в яких беруть участь команди України, Росії, Молдови, Болгарії, Узбекистану та інших країн.
Офіційні аматорські змагання на території Одеської області проводять дві організації — Асоціація міні-футболу Одеської області (президент — Володимир Копяк) і Федерація міні-футболу Одеси (президент — Петро Чілібі). Крім того, в Одесі проводиться цілий ряд масових аматорських турнірів, серед яких виділяються — Бізнес-ліга, НЛО (Народна Ліга Одеси), Ф. Л.А. Г. (Футбольна ліга Андрія Голубова) і МІФ-Ліга.

## Команди майстрів Одеської області
- «Локомотив» (Одеса)
- «Евербак» (Одеса)
- «Зміна» Южне
- «Море» Іллічівськ
- «Чорне море» Одеса
- СКА Одеса
- «Атлетик» Одеса
- «Іллічівець» Іллічівськ
- «Марріон» Одеса
- «Uni-Laman» Одеса
- МФК «Одесса»
- МКВ Одеса
- «Епіцентр К Таїрова» Одеса
- «Делівері» Одеса
- «Епіцентр К Авангард» Одеса

## Ліга чемпіонів Одеської області
Турнір заснований в 2005 році Асоціацією міні-футболу Одеської області. До участі в ньому допускаються переможці чемпіонатів області, міста Одеси і великих райцентрів Одещини, а також володарі кубкових турнірів. Останній розіграш Ліги чемпіонів пройшов у 2008 році. На даний момент організатори розробляють нову формулу і формат турніру.

### Всі переможці
| - 2006 «Промринок 7 км» Одеса - 2007 «Промринок 7 км» Одеса - 2008 ТМО Одеса |

## Чемпіонат Одеської області

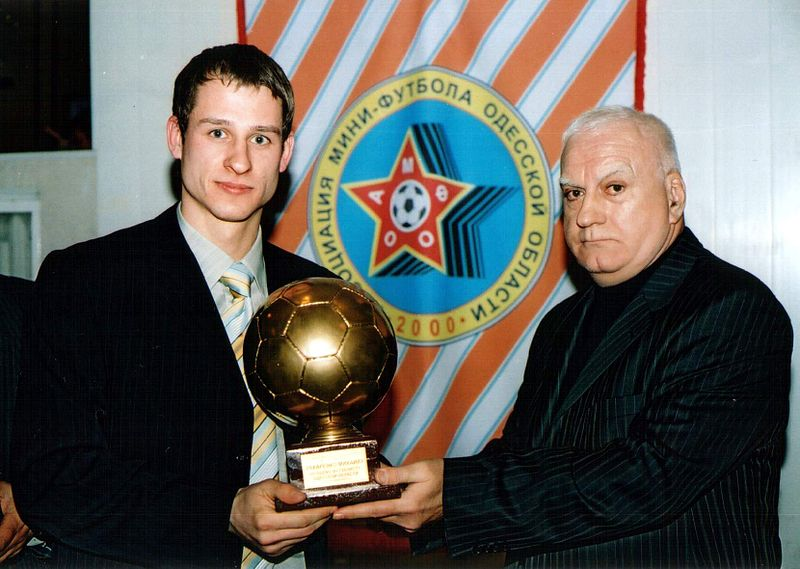
21 грудня 2005 року. Найкращий бомбардир усіх офіційних футзальних аматорських змагань в Одеській області за історію Михайло Захаренко отримує «Золотий м'яч» найкращого футзаліста регіону з рук Валерія Водяна

Головне обласне аматорське змагання з футзалу. Перший чемпіонат в сезоні 1996/97 пройшов під егідою Комітету міні-футболу обласної федерації футболу. Наразі щорічно проводиться Асоціацією міні-футболу Одеської області.
З кожним роком незмінно зростаючий інтерес до чемпіонату змусив його організаторів кардинальним чином змінити формулу розіграшу змагань, від традиційної форми турніру у два кола з роз'їздами перейти до поетапного турніру. З 2004 року чемпіонат області спочатку проводиться в зональних турнірах, переможці яких отримують право грати в півфінальній стадії, а найкращі команди останньої виходять у фінал, де і визначають чемпіона.
Щорічно проводиться першість області серед ветеранів старших 35 років пам'яті Віктора Дукова. Перші офіційні ветеранські змагання серед ветеранів старших 35 років були присвячені відомому футболісту одеського «Чорноморця», засновнику першої футзальної команди майстрів Одеси Анатолію Колдакову. У 2001-му і 2002 роках ці змагання проводилися серед 40-річних ветеранів, які з часом були перетворені в Кубок пам'яті Миколи Березського — першого президента футзального клубу «Локомотив».

### Чемпіони Одеської області

##### Дорослі
| - 1997 «Локомотив-2» Одеса - 1998 СК «Південний» - 1999 «Дорожник» Одеса - 2000 «Одессарибвод» Біляївка - 2001 СК «Іллічівець» Іллічівськ - 2002 «Енергія» Одеса - 2003 ЛТЦ-23 Біляївка - 2004 «Промринок 7 км» Одеса - 2005 «Глорія» Одеса - 2006 «Атлетик» Велика Михайлівка | - 2007 «Овідій» Овідіополь - 2008 ФК «Біляївка» - 2009 «Овідій» Овідіополь - 2010 «Промринок 7 км» Одеса - 2011 «Прогрес» Комінтернівське - 2012 «Ріон» Іллічівськ - 2013 Збірна Овідіопольського району - 2014 СК «Кодима» - 2015 «Спартак» Роздільна |

##### Ветерани (старше 35)
| - 2000 «Дністер» Овідіополь - 2001 «Дністер» Овідіополь - 2002 «Хлібодар» Іванівка - 2003 «Хлібодар» Іванівка - 2004 «Хлібодар» Іванівка - 2005 «Хлібодар» Іванівка - 2006 «Хлібодар» Іванівка - 2007 «Овідій» Овідіополь | - 2008 «Хлібодар» Іванівка - 2009 «Чорне море» Одеса - 2010 «Чорне море» Одеса - 2011 «Чорне море» Одеса - 2012 «Ветеран» Кодима - 2013 «Дністер» Овідіополь - 2014 Сб. Білгород-Дністровського району - 2015 «Бриз» Ізмаїл |

##### Ветерани (старше 40)
| - 2001 «Шустов» Великодолинське - 2002 «Хлібодар» Іванівка - 2006 СКАД Болград - 2007 «Хлібодар» Іванівка - 2008 СКАД Болград - 2009 «Ветеран» Болград | - 2010 ФК «Кодима» - 2011 «Дента-Міров» Татарбунари - 2012 СК «Лабушна» Лабушне - 2013 «Бергнер» Одеса - 2014 СК «Лабушна» Лабушне - 2015 «Дністер» Овідіополь |

## Кубок Одеської області
Найважливіший за значимістю кубковий турнір області заснований 1996 року Комітетом міні-футболу обласної федерації футболу (нині проводиться Асоціацією міні-футболу Одеської області).
Першого володаря трофея можна було легко спрогнозувати: ним став «Локомотив», що сяяв в ті роки у чемпіонаті країни. Тому немає нічого дивного в тому, що у фіналі першого кубкового розіграшу «залізничники» без особливих зусиль розправилися з южненським «Портовик», декласувавши суперника з рекордним донині рахунком 9:2. В інших кубкових фіналах, за винятком сезону-2005, коли «Глорія» з рахунком 9:3 розгромила тих же южненців, передбачити переможця було вкрай складно.
2001 року розіграш Кубку області не проводився, а 2003 року ці змагання провела обласна федерація футболу.

## Кубок Виклику
Турнір заснований 2006 року Асоціацією міні-футболу Одеської області. Розіграш складається з одного матчу, в якому зустрічаються чемпіон і володар Кубку області. У випадку, якщо чемпіоном і переможцем кубкового розіграшу стає одна й та сама команда, матч не проводиться.
Перший матч на Кубок Виклику, який пройшов в Одесі 7 грудня 2006 року, був проведений в пам'ять про трагічно загиблого гравця юнацької збірної України і на той момент одеських «Локомотива» і «Глорії» — Олександра Козаченка. Кубковий трофей капітани одеських команд «Глорії» і «Промринку 7 км», які брали участь у тому матчі, вручили матері загиблого футзаліста. Прізвище Козаченка при цьому з ініціативи керівництва і гравців «Глорії» було вказане в офіційному протоколі матчу.

### Всі матчі Кубку Виклику

Логотип Асоціації міні-футболу Одеси

## Міжнародний турнір Суперкубок «Біла акація»
Перший турнір з футзалу «Біла акація» був організований одеським футзальним клубом «Одеса-Норд», пізніше перейменованим в «Локомотив». Під егідою «Локомотива» було проведено три таких турніри, в яких взяли участь 13 команд з Росії, Білорусі і України.
2000 року турнір був відроджений Комітетом міні-футболу обласної федерації футболу з ініціативи її голови Володимира Копяка.